# Capizucchi

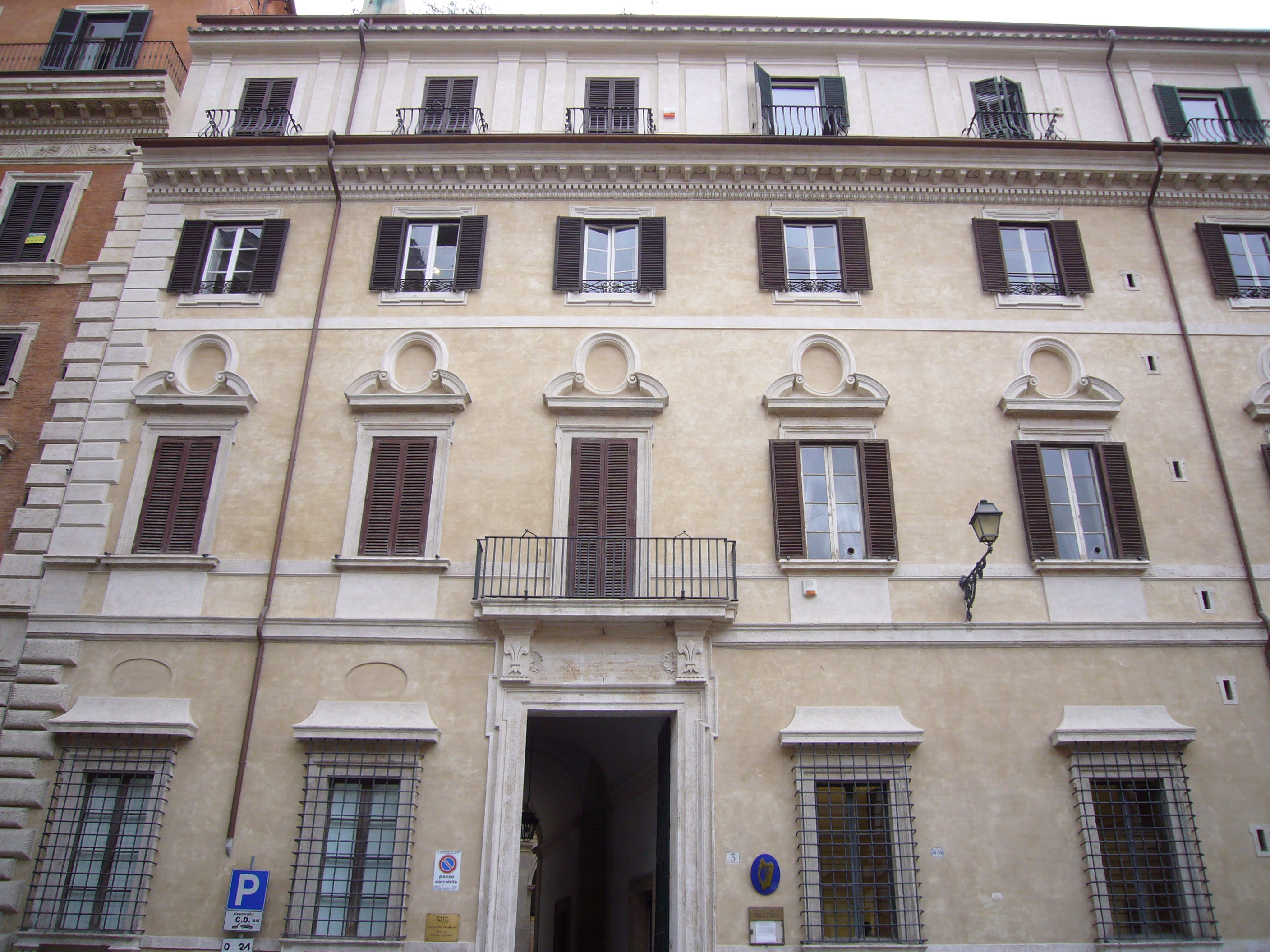
Facciata di palazzo Capizucchi su Piazza di Campitelli

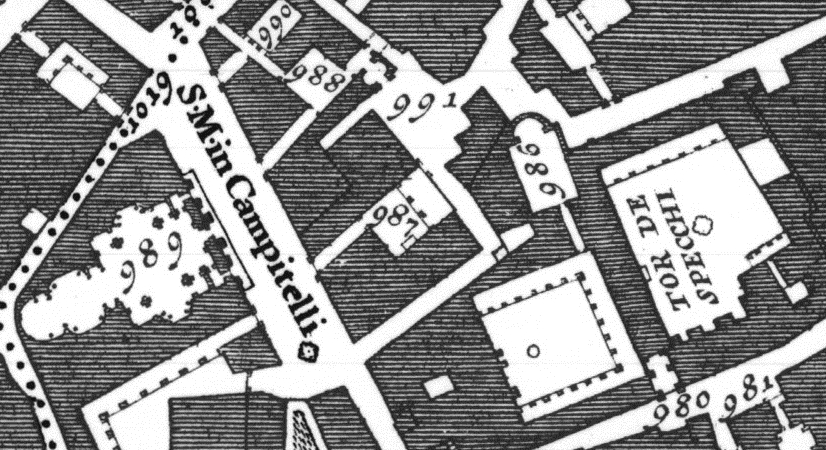
Al n. 987 Pianta del palazzo Capizucchi nella Nuova pianta di Roma del 1748 di G.B. Nolli

La famiglia Capizucchi è ritenuta una delle più antiche del patriziato municipale romano. Essa aveva le proprie abitazioni nel rione Campitelli, ai piedi del Campidoglio, dove nel XVI secolo fecero erigere anche il loro palazzo. Quest'ultimo è ancora esistente ed è situato tra la piazza di Campitelli e quella che da loro prese nome.

## Storia
I Capizucchi, noti in passato anche come Capisucchi o Caposucchi,  sono ritenuti tradizionalmente discendenti dallo stesso stipite dei conti di Thun. L'esistenza, già tra il secolo XI e XII, di un Gianroberto, Cardinale di San Clemente, è da ritenersi infondata, e dovuta a un falso cinquecentesco.
Pietro Capizucchi fu forse senatore di Roma nel 1252 e un Jacobello Capizucchi, signore della Turris Candulphorum presso l'attuale Cecchina fu Conservatore di Roma nel 1375.
Nel 1341 dalla famiglia venne scelto uno dei dodici paggi in rappresentanza dei gentiluomini romani che parteciparono al corteo per l'incoronazione di Francesco Petrarca in Campidoglio e nel 1390 per volontà testamentaria di un Coluccio dei Capizucchi, venne fondata la cappellania di San Paolo nella chiesa di Santa Maria de Campitello con la dote del casale di S. Ciriaco sulla via Ostiense.
Imparentata con le principali famiglie del patriziato romano, con Bruto e Marcello vissuti al principio del secolo XVI, la famiglia raggiunse l'apogeo della fama nell'ambito della nobiltà capitolina grazie alla tradizione delle armi molto radicata tra i suoi membri come Papirio, Cencio e Camillo.. A metà '500 Livia Capizucchi aveva sposato Bernardo Aldobrandini (figlio di Silvestro giureconsulto e avvocato concistoriale), fratello di Ippolito futuro papa Clemente VIII. Nello stesso secolo la famiglia era altresì nota come tra le principali proprietarie di bestiame bovino nella campagna romana
Con Biagio figlio di Marcello, che partecipò alla battaglia di Lepanto agli ordini di Marcantonio Colonna, la famiglia poté acquistare i feudi di Catino e Poggio Catino ed edificare il palazzo residenza della famiglia, forse su progetto di Giacomo Della Porta (ante 1593), con la sua facciata principale su Piazza di Campitelli, di fronte alla chiesa di Santa Maria nella quale molti dei suoi componenti sono sepolti nella loro cappella gentilizia nota sin dal 1390.
La famiglia tuttavia decadde finanziariamente a causa della passione per il gioco d'azzardo di alcuni suoi membri, e nel 1614 vendette il marchesato di Poggio Catino a Settimio Olgiati.
Nella seconda metà del XVII secolo la famiglia si estinse il linea maschile, ma il cognome fu acquisito da Alessandro Marescotti, adottato dal cugino Francesco Capizucchi, che dette vita ad una nuova linea proseguita dal suo ultimogenito.
I Capizucchi vennero quindi compresi nelle 60 famiglie coscritte citate nella Bolla Urbem Romam, promulgata da papa Benedetto XIV nel 1746.
La famiglia si estinse definitivamente nel 1813 con Alessandro Capizucchi.
Oltre al marchesato di Poggio Catino, che includeva Catino, i Capizucchi possedettero i feudi di Montieri e Fabro, e furono proprietari di varie tenute nei dintorni di Roma come la Cecchignola e Palidoro.
Alla famiglia appartennero i cardinali Gianantonio e Raimondo.